# Weapons of Tomorrow
Weapons of Tomorrow è il sesto album del gruppo musicale statunitense di genere thrash metal dei Warbringer, pubblicato dall'etichetta discografica Napalm Records il 24 aprile 2020.

## Tracce
1. Firepower Kills – 4:21
2. The Black Hand Reaches Out – 3:57
3. Crushed Beneath the Tracks – 4:21
4. Defiance of Fate – 7:08
5. Unraveling – 3:21
6. Heart of Darkness – 7:21
7. Power Unsurpassed – 3:50
8. Outer Reaches – 4:49
9. Notre Dame (King of Fools) – 5:18
10. Glorious End – 6:40

## Formazione
- John Kevill - voce
- Adam Carroll - chitarre
- Chase Becker - chitarre
- Chase Bryant - basso
- Carlos Cruz - batteria, chitarre, tastiere